# Amoeresdoorn
Amoeresdoorn (Acer ginnala) is een soort uit het geslacht esdoorn (Acer). De botanische naam van de soort werd gepubliceerd door Karl Johann Maximowicz in 1857. Amoeresdoorn is nauw verwant aan Tataarse esdoorn (Acer tataricus) en wordt door sommige auteurs als een ondersoort van dit taxon beschouwd.
Amoeresdoorn is zeer goed bestand tegen kou; ze verdraagt temperaturen tot −34 °C.

## Determinatie
Amoeresdoorn groeit als struik of kleine boom. Ze bereikt een hoogte van ± 5–7(–12) m. De kroon heeft een diameter van 4–8 m. De schors van de soort is grijs en glad tot licht gerimpeld. De bladeren zijn handvormig, 9 cm lang en 6 cm breed en onregelmatig gelobd. Heeft doorgaans een lange middenlob en twee kleine, smalle lobben aan de voet van het blad. De bladeinden lopen spits toe en de bladrand is fijn getand. Tijdens de bloei zijn deze roze, maar worden vervolgens donkergroen. In de herfst kleuren de bladeren helder karmijnrood. De bloemen zijn klein, geelwit gekleurd, ruiken honingachtig en staan in pluimen van 20 à 60 stuks. De bloeitijd ligt tussen eind mei en begin juni. 

## Verspreiding
De soort komt voor in het noordoosten van China, Noord-Korea, Japan, het zuidoosten van Mongolië en het Russische Verre Oosten.

## Fotogalerij

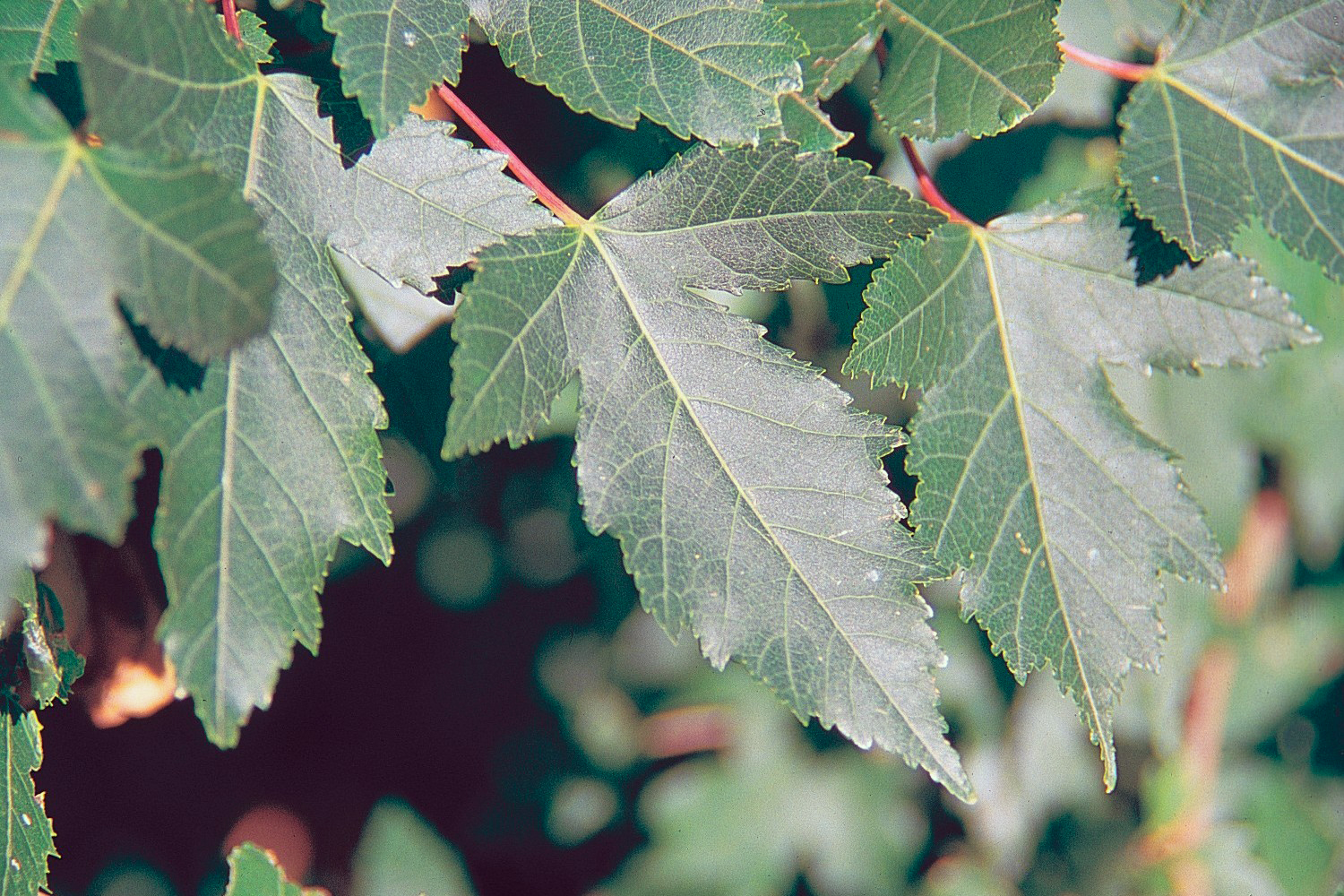
Blad
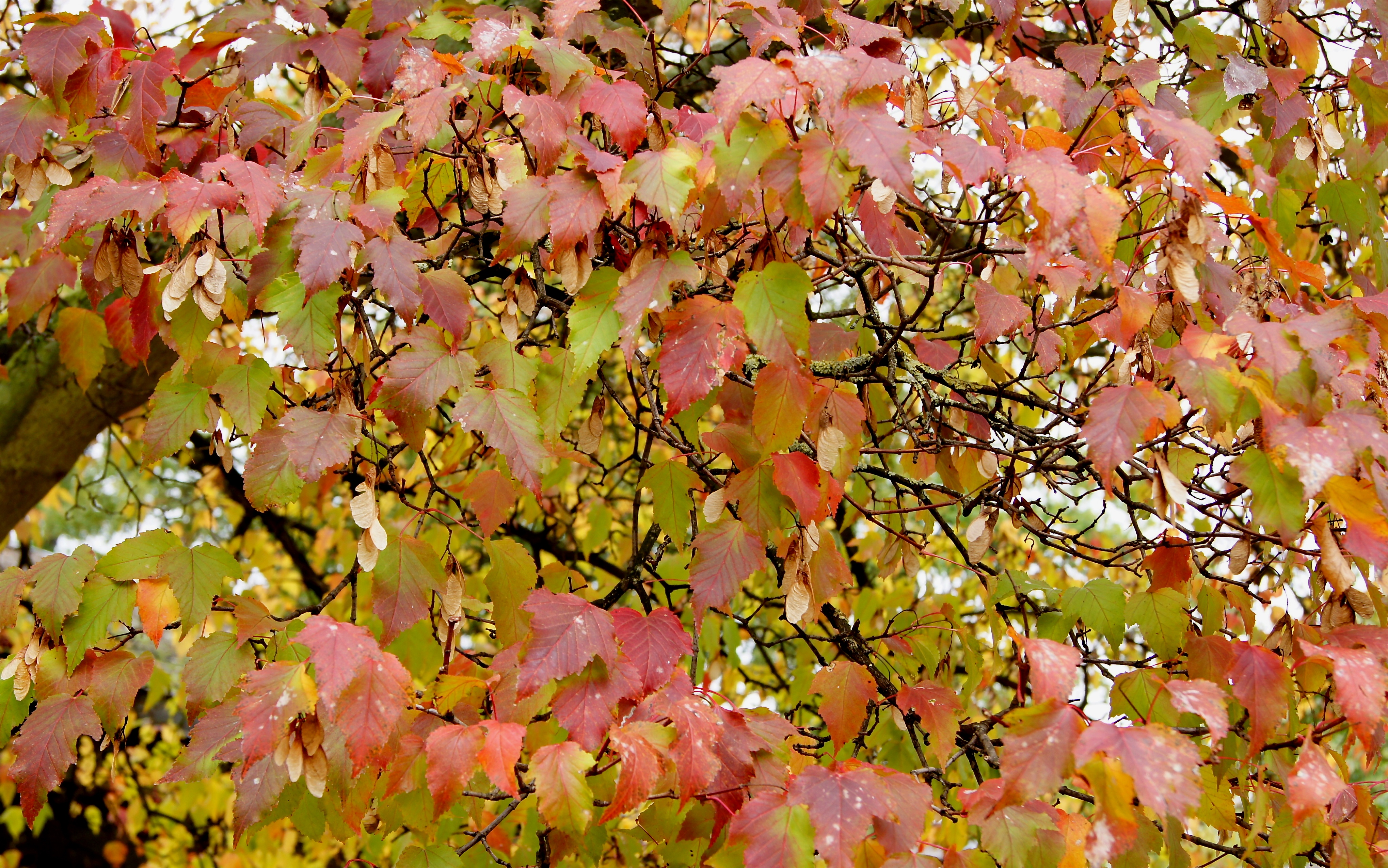
Najaarskleuren
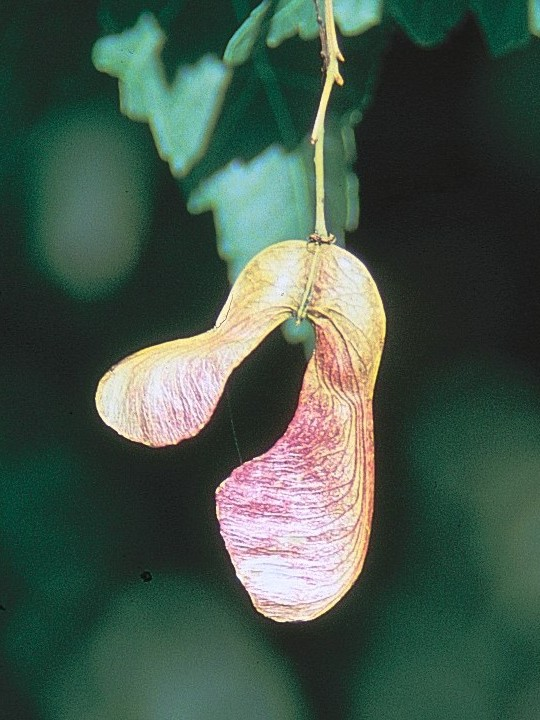
Vrucht
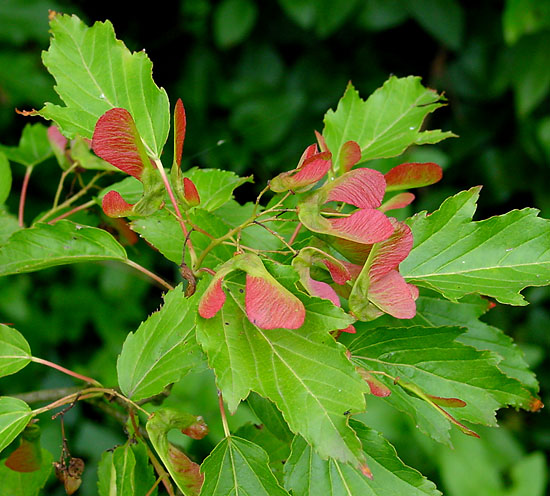
Blad met vruchten
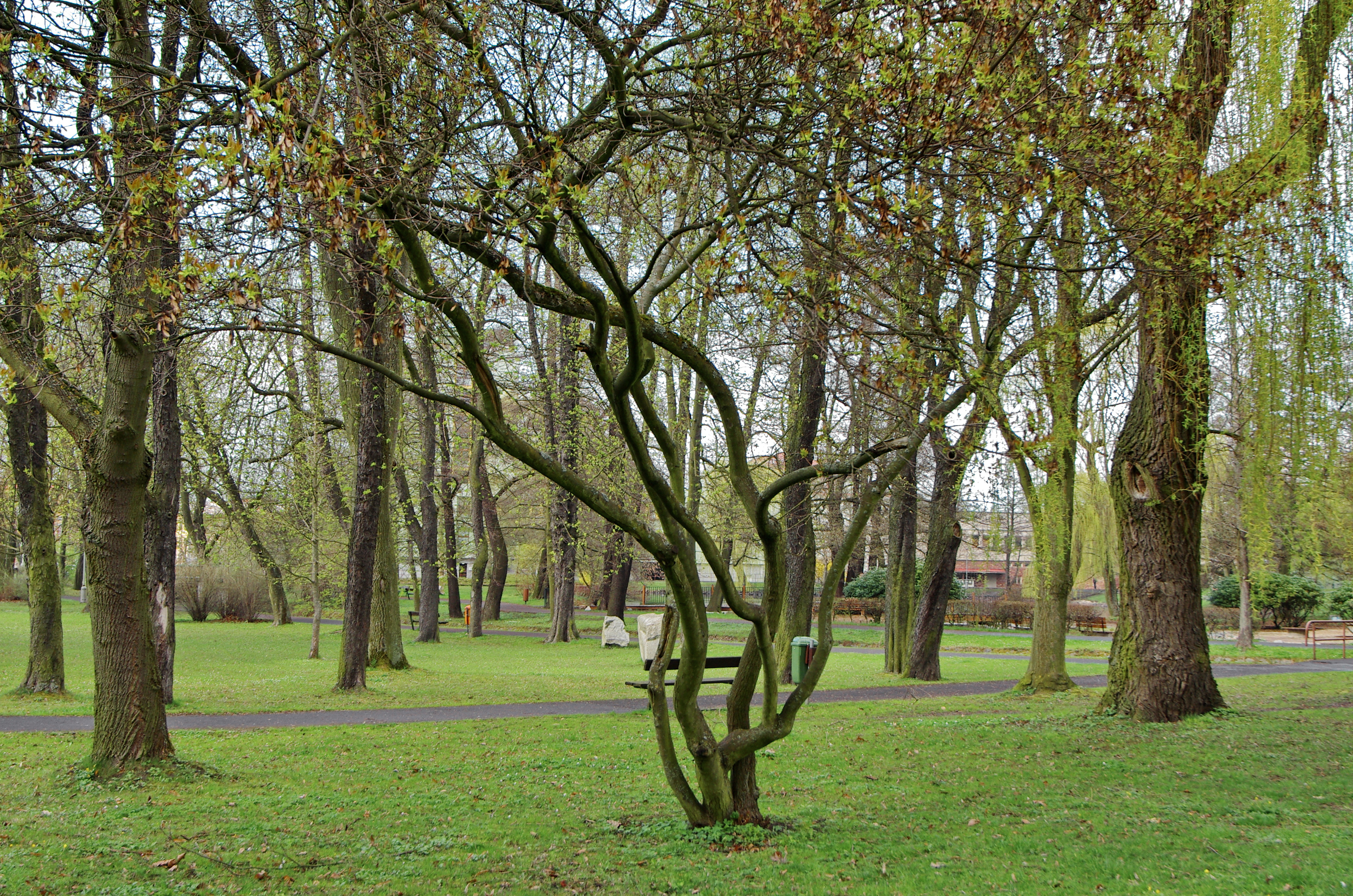
Habitus

... · 
A. buergerianum (drietandesdoorn) · 
A. campestre (Spaanse aak) · 
A. capillipes (slangenesdoorn) · 
A. cappadocicum (Colchische esdoorn) · 
A. caudatum · 
A. ginnala (amoeresdoorn) · 
Acer griseum · 
A. japonicum · 
A. monspessulanum (montpelieresdoorn) · 
A. mono · 
A. negundo (vederesdoorn) · 
A. palmatum (Japanse esdoorn) · 
A. platanoides (Noorse esdoorn) · 
A. pseudoplatanus (gewone esdoorn) · 
A. rubrum (rode esdoorn) · 
A. saccharinum (witte esdoorn) · 
A. saccharum (suikeresdoorn) · 
A. tegmentosum · 
...